# Ogniwo Westona

Schemat ogniwa Westona

Ogniwo Westona – ogniwo galwaniczne, w którym elektrodę dodatnią stanowi rtęć, ujemną amalgamat kadmu, a elektrolitem jest nasycony wodny roztwór siarczanu kadmu.
Nad rtęcią znajduje się siarczan rtęci Hg2SO4 utarty z siarczanem kadmu CdSO4 oraz z rtęcią, w postaci tzw. pasty. W obu rurkach znajdują się także kryształy CdSO4, a całość wypełniona jest wodnym roztworem siarczanu kadmowego. W temperaturze równej 293,15 K (20 °C) siła elektromotoryczna ogniwa Westona wynosi 1,0185-1,0187 V.
Ogniwo to jest zwykle konstruowane w kształcie litery „H” z przewężeniami w połowie dolnych ramion, które zapobiegają przemieszczaniu się chemikaliów podczas transportu ogniwa.
Z ogniw tych nie należy pobierać ani też przepuszczać przez nie prądu przez dłuższy czas o natężeniu przekraczającym 1 μA. Pobór prądu o natężeniu powyżej 100 μA eliminuje ogniwo jako wzorzec napięcia. Rezystancja wewnętrzna ogniwa nie przekracza zwykle 1 kΩ. Aby zapobiec przeciążeniom ogniwa, należy zapewnić, aby rezystancja obwodu, w którym jest włączane ogniwo, nie była mniejsza niż 9 kΩ.
Ogniwo Westona było stosowane jako wzorzec jednostki miary napięcia elektrycznego, gdyż jego napięcie jest bardzo bliskie 1 V.

## Chemizm reakcji
Anodę stanowi amalgamat rtęci z kadmem, katodę metaliczna rtęć, nad którą znajduje się pasta złożona z metalicznej rtęci i siarczanu rtęci. Elektrolit stanowi nasycony roztwór siarczanu kadmu, a depolaryzatorem jest pasta siarczanu rtęci.
Reakcja anodowaCd(s)   →  Cd2+(aq)  + 2e−
Reakcja katodowa(Hg+)2SO42−(s) + 2e−   →  2Hg(l) +  SO42−(aq)